# Santa Tereza do Tocantins
Santa Tereza do Tocantins is een gemeente in de Braziliaanse deelstaat Tocantins. De gemeente telt 2.390 inwoners (schatting 2009).